# Premi Oscar 1959
La 31ª edizione della cerimonia di premiazione dei Premi Oscar si è tenuta il 6 aprile 1959 a Hollywood, al RKO Pantages Theatre, presentata dagli attori Bob Hope, Jerry Lewis, David Niven, Laurence Olivier, Tony Randall e Mort Sahl.

## Vincitori e candidati
Vengono di seguito indicati in grassetto i vincitori. Ove ricorrente e disponibile, viene indicato il titolo in lingua italiana e quello in lingua originale tra parentesi.

### Miglior film
- Gigi, regia di Vincente Minnelli
- La signora mia zia (Auntie Mame), regia di Morton DaCosta
- La gatta sul tetto che scotta (Cat on a Hot Tin Roof), regia di Richard Brooks
- La parete di fango (The Defiant Ones), regia di Stanley Kramer
- Tavole separate (Separate Tables), regia di Delbert Mann

### Miglior regia
- Vincente Minnelli - Gigi
- Richard Brooks - La gatta sul tetto che scotta (Cat on a Hot Tin Roof)
- Stanley Kramer - La parete di fango (The Defiant Ones)
- Robert Wise - Non voglio morire (I Want to Live!)
- Mark Robson - La locanda della sesta felicità (The Inn of the Sixth Happiness)

### Miglior attore protagonista
- David Niven - Tavole separate (Separate Tables)
- Tony Curtis - La parete di fango (The Defiant Ones)
- Paul Newman - La gatta sul tetto che scotta (Cat on a Hot Tin Roof)
- Sidney Poitier - La parete di fango (The Defiant Ones)
- Spencer Tracy - Il vecchio e il mare (The Old Man and the Sea)

### Migliore attrice protagonista
- Susan Hayward - Non voglio morire (I Want to Live!)
- Deborah Kerr - Tavole separate (Separate Tables)
- Shirley MacLaine - Qualcuno verrà (Some Came Running)
- Rosalind Russell - La signora mia zia (Auntie Mame)
- Elizabeth Taylor - La gatta sul tetto che scotta (Cat on a Hot Tin Roof)

### Miglior attore non protagonista
- Burl Ives - Il grande paese (The Big Country)
- Theodore Bikel - La parete di fango (The Defiant Ones)
- Lee J. Cobb - Karamazov (The Brothers Karamazov)
- Arthur Kennedy - Qualcuno verrà (Some Came Running)
- Gig Young - 10 in amore (Teacher's Pet)

### Migliore attrice non protagonista
- Wendy Hiller - Tavole separate (Separate Tables)
- Peggy Cass - La signora mia zia (Auntie Mame)
- Martha Hyer - Qualcuno verrà (Some Came Running)
- Maureen Stapleton - Non desiderare la donna d'altri (Lonelyhearts)
- Cara Williams - La parete di fango (The Defiant Ones)

### Miglior sceneggiatura non originale
- Alan Jay Lerner - Gigi
- Alec Guinness - La bocca della verità (The Horse's Mouth)
- Nelson Gidding e Don Mankiewicz - Non voglio morire (I Want to Live!)
- Terence Rattigan e John Gay - Tavole separate (Separate Tables)
- Richard Brooks e James Poe - La gatta sul tetto che scotta (Cat on a Hot Tin Roof)

### Miglior sceneggiatura originale
- Nedrick Young e Harold Jacob Smith - La parete di fango (The Defiant Ones)
- Paddy Chayefsky - La divina (The Goddess)
- James Edward Grant e William Bowers - La legge del più forte (The Sheepman)
- Melville Shavelson e Jack Rose - Un marito per Cinzia (Houseboat)
- Fay Kanin e Michael Kanin - 10 in amore (Teacher's Pet)

### Miglior film straniero
- Mio zio (Mon oncle), regia di Jacques Tati (Francia)
- Le armi e l'uomo (Helden), regia di Franz Peter Wirth (Germania Ovest)
- Ho giurato di ucciderti (La Venganza), regia di Juan Antonio Bardem (Spagna)
- La strada lunga un anno, regia di Giuseppe De Santis (Jugoslavia)
- I soliti ignoti, regia di Mario Monicelli (Italia)

### Miglior fotografia
- Bianco e nero

- Sam Leavitt - La parete di fango (The Defiant Ones)
- Daniel L. Fapp - Desiderio sotto gli olmi (Desire under the Elms)
- Lionel Lindon - Non voglio morire (I Want to Live!)
- Charles Lang Jr. - Tavole separate (Separate Tables)
- Joe MacDonald - I giovani leoni (The Young Lions)

- Colore

- Joseph Ruttenberg - Gigi
- Harry Stradling Sr. - La signora mia zia (Auntie Mame)
- William Daniels - La gatta sul tetto che scotta (Cat on a Hot Tin Roof)
- James Wong Howe - Il vecchio e il mare (The Old Man and the Sea)
- Leon Shamroy - South Pacific

### Miglior scenografia
- William A. Horning, Keogh Gleason, Henry Grace e Preston Ames - Gigi
- Cary Odell e Louis Diage - Una strega in paradiso (Bell, Book and Candle)
- Malcolm Bert e George James Hopkins - La signora mia zia (Auntie Mame)
- Lyle R. Wheeler, John DeCuir, Walter M. Scott e Paul S. Fox - Un certo sorriso (A Certain Smile)
- Hal Pereira, Henry Bumstead, Sam Comer e Frank McKelvy - La donna che visse due volte (Vertigo)

### Migliori costumi
- Cecil Beaton - Gigi
- Jean Louis - Una strega in paradiso (Bell, Book and Candle)
- Ralph Jester, Edith Head e John Jensen - I bucanieri (The Buccaneer)
- Charles LeMaire e Mary Wills - Un certo sorriso (A Certain Smile)
- Walter Plunkett - Qualcuno verrà (Some Came Running)

### Migliori effetti speciali
- Tom Howard - Le meravigliose avventure di Pollicino (Tom Thumb)
- A. Arnold Gillespie e Harold Humbrock - Inferno sul fondo (Torpedo Run)

### Miglior montaggio
- Adrienne Fazan - Gigi
- William Ziegler - La signora mia zia (Auntie Mame)
- William A. Lyon e Al Clark - Cowboy
- Frederic Knudtson - La parete di fango (The Defiant Ones)
- William Hornbeck - Non voglio morire (I Want to Live!)

### Miglior sonoro
- Fred Hynes e Todd-AO Sound Department - South Pacific
- Gordon E. Sawyer e Samuel Goldwyn Studio Sound Department - Non voglio morire (I Want to Live!)
- Carl Faulkner e 20th Century-Fox Studio Sound Department - I giovani leoni (The Young Lions)
- Leslie I. Carey e Universal-International Studio Sound Department - Tempo di vivere (A Time to Love and a Time to Die)
- George Dutton e Paramount Studio Sound Department - La donna che visse due volte (Vertigo)

### Migliore colonna sonora
- Film musicale

- André Previn - Gigi
- Ray Heindorf - Damn Yankees!
- Yuri Faier e Gennadi Rozhdestvensky - Il Bolshoi Ballet (The Bolshoi Ballet)
- Lionel Newman - Martedì grasso (Mardi Gras)
- Alfred Newman e Ken Darby - South Pacific

- Film drammatico o commedia

- Dimitri Tiomkin - Il vecchio e il mare (The Old Man and the Sea)
- Jerome Moross - Il grande paese (The Big Country)
- David Raksin - Tavole separate (Separate Tables)
- Oliver Wallace - Artico selvaggio (White Wilderness)
- Hugo Friedhofer - I giovani leoni (The Young Lions)

### Miglior canzone
- Gigi, musica di Frederick Loewe, testo di Alan Jay Lerner - Gigi
- Almost in Your Arms, musica e testo di Jay Livingston e Ray Evans - Un marito per Cinzia (Houseboat)
- A Certain Smile, musica di Sammy Fain e testo di Paul Francis Webster - Un certo sorriso (A Certain Smile)
- To Love and Be Loved, musica di James Van Heusen, testo di Sammy Cahn - Qualcuno verrà (Some Came Running)
- A Very Precious Love, musica di Sammy Fain, testo di Paul Francis Webster - Vertigine (Marjorie Morningstar)

### Miglior documentario
- Artico selvaggio (White Wilderness), regia di James Algar
- The Hidden World, regia di Robert Snyder
- Psychiatric Nursing, regia di Lee R. Bobker
- Antarctic Crossing, regia di George Lowe

### Miglior cortometraggio
- Grand Canyon, regia di James Algar
- Journey into Spring, regia di Ralph Keene
- The Kiss, regia di Everett Chambers
- Snows of Aorangi, regia di New Zealand Screen Board
- T Is for Tumbleweed, regia di James A. Lebenthal

### Miglior cortometraggio documentario
- Ama Girls, regia di Ben Sharpsteen
- Employees Only, regia di Kenneth G. Brown
- Journey into Spring, regia di Ralph Keene
- The Living Stone, regia di John Feeney
- Oeuverture, regia di Gian Luigi Polidoro

### Miglior cortometraggio d'animazione
- Il cavaliere Bugs (Knighty Knight Bugs), regia di Friz Freleng
- Paul Bunyan, regia di Les Clark
- Sidney's Family Tree, regia di Art Bartsch

## Premi speciali

### Premio alla carriera
- Maurice Chevalier per i suoi contributi al mondo dello spettacolo in più di mezzo secolo.

### Premio alla memoria Irving G. Thalberg
- Jack L. Warner